# Buto
Buto (egip. Per-Wadżet, arab. Tell el-Farain) – zhellenizowana nazwa miasta egipskiego położonego w delcie Nilu. 
Najstarsza osada w tym miejscu istniała na początku czwartego tysiąclecia p.n.e. Począwszy od warstw datowanych na schyłek Okresu Predynastycznego pojawia się zabudowa z cegły, a w warstwie datowanej na okres I dynastii są już duże zabudowania z cegły, być może pałacowe. Część źródeł podaje, że miasto nazwane później Buto było we wczesnym okresie historii Egiptu (predynastycznym) stolicą Dolnego Egiptu, jednak duże budowle pojawiają się tu dopiero na początku okresu dynastycznego, a nawet wówczas nie jest pewne, czy znajdował się tu ośrodek władzy. Powstałe z połączenia dwóch miast: Pe – poświęconemu Horusowi i Dep – poświęconemu bogini Wadżet. Od okresu XIX - XX dynastii miasto było określane zhellenizowanym mianem Buto. W Pe był ośrodek kultu dusz dawnych władców, tzw. dusz z Pe. 
W Okresie Późnym znajdowała się tu wyrocznia.  